# Wojczyce

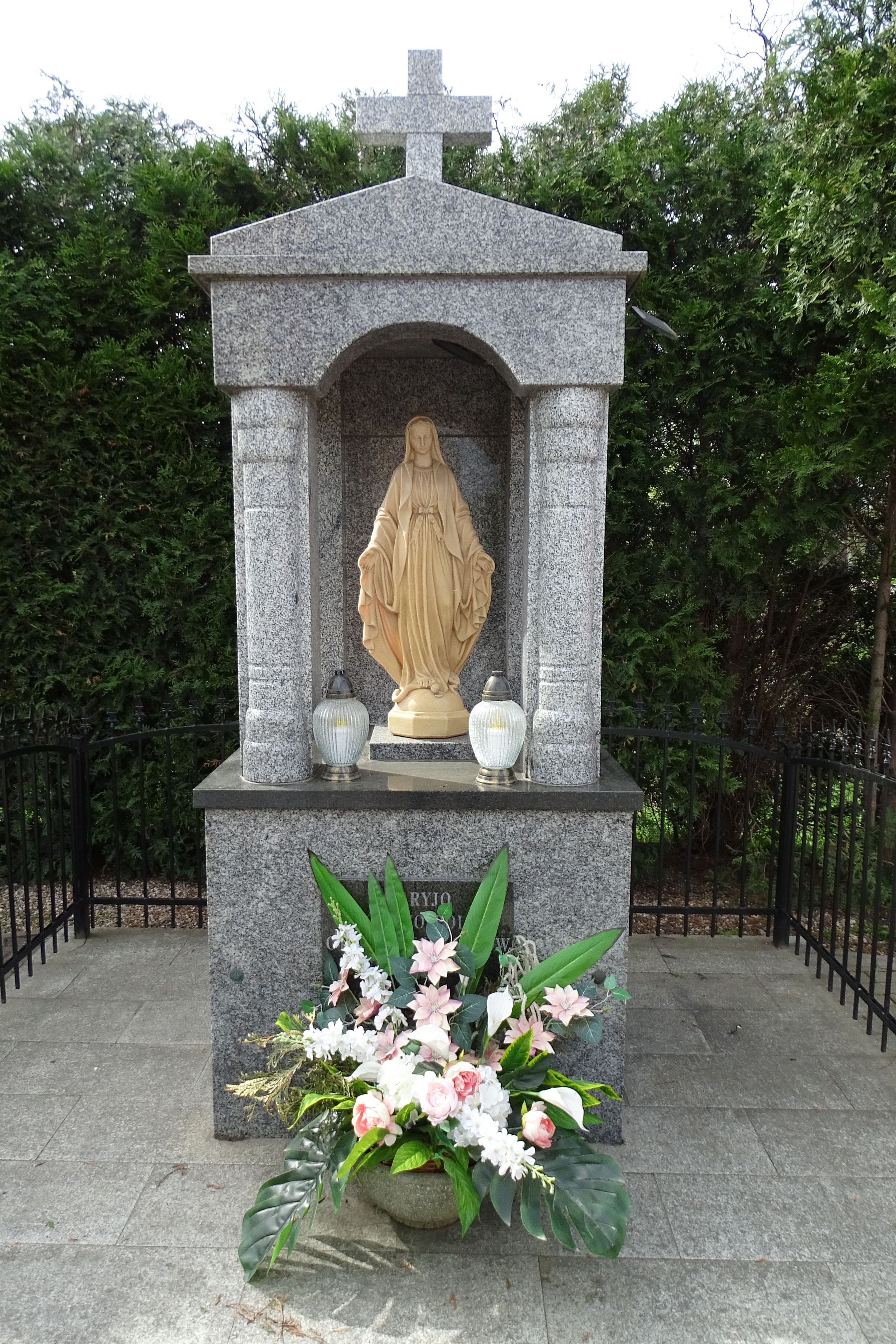
Kapliczka w Wojczycach

Wojczyce (niem.  Polkendorf) – wieś w Polsce położona w województwie dolnośląskim, w powiecie średzkim, w gminie Środa Śląska.

## Podział administracyjny
W latach 1975–1998 miejscowość administracyjnie należała do województwa wrocławskiego.

## Nazwa
Pierwotna nazwa należy do grupy nazw patronomicznych i pochodzi od staropolskiego męskiego imienia założyciela lub właściciela miejscowości Bolka, które jest staropolskim derywatem słowiańskiego imienia męskiego Bolesław będącego imieniem dynastycznym w polskiej dynastii Piastów. Heinrich Adamy w swoim dziele o nazwach miejscowych na Śląsku wydanym w 1888 roku we Wrocławiu wymienia nazwę miejscowości jako Polkindorf podając jej znaczenie "Dorf des Bolko" czyli po polsku "Wieś Bolka".
Po II wojnie światowej polska administracja wprowadziła nazwę Wojczyce, która nie ma związku z pierwszym znaczeniem.

## Znane osoby
W Wojczycach urodziła się Clara Immerwahr (1870–1915), niemiecka chemiczka.

## Zabytki
Do wojewódzkiego rejestru zabytków wpisany jest:
- zespół pałacowy z końca XIX wieku:
  - pałac w Wojczycach
  - park
  - folwark